# Spränggelatin
Spränggelatin är ett sprängämne som uppfanns 1875 av Alfred Nobel. Den har en gel-liknande massa som fås när man blandar varm nitroglycerin med 7 till 8 % nitrocellulosa. Denna blandning är stabilare än rent nitroglycerin och kan transporteras säkert. Spränggelatin används ofta vid rivningar på grund av att det är relativt säkert och utvecklar hög energi vid förbränning. Dynamit, som använder kiselgur, trämjöl, eller andra absorberande material för att göra nitroglycerinet stabilare, har mindre förbränningsenergi per enhetsvolym än rent nitroglycerin eftersom delar av dess volym utgörs av icke-explosiva beståndsdelar. Nitrocellulosa är självt explosivt så det stabiliserar nitroglycerinet utan att inverka negativt på dess sprängkraft.
Historiskt har spränggelatin används av paramilitära grupperingar. Däribland märks Irländska republikanska armén.